# Страх бджіл

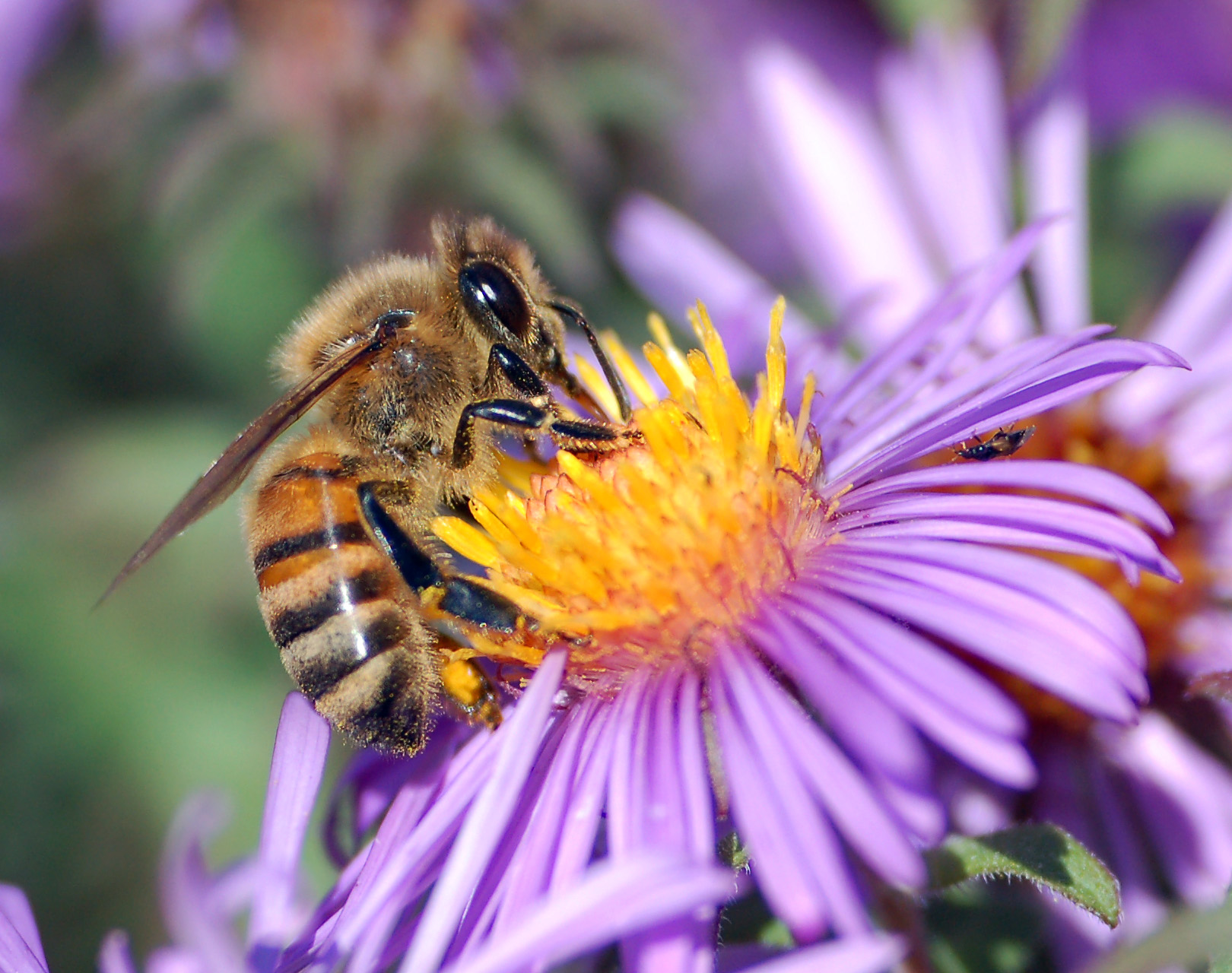

Страх бджіл (або бджолиних вжалень), технічно відомий як мелісофобія (від дав.-гр. μέλισσα melissa, «медоносна бджола» +, дав.-гр. φόβος,  phobos, «страх») або апіфобія (від лат. apis  для « медоносної бджоли » + дав.-гр. φόβος, phobos, «страх»), є одним із поширених страхів серед людей і є різновидом специфічної фобії. Страх подібний до боязні ос (яку часто називають сфексофобією). Обидві фобії є типами ентомофобії, яка сама є категорією зоофобії .
Більшість людей колись жалили бджоли, або було вжалено їхніх друзів чи родичів. Дитина може стати жертвою, наступивши на бджолу під час гри на вулиці. Укус може бути досить болісним, у деяких людей це призводить до набряків, які можуть тривати декілька днів, а також можуть спровокувати алергічні реакції на кшталт анафілаксії .
Звичайний (нефобічний) страх перед бджолами у дорослих зазвичай пов'язаний з нестачею знань. Багато хто не знає, що бджоли нападають, захищаючи свій вулик, або коли їх випадково розчавлять, а випадкова бджола в полі не становить небезпеки.  До того ж, більшість укусів комах у Сполучених Штатах приписують осам, яких часто сприймають за медоносних бджіл. 
Безпідставний страх людини перед бджолами також може згубно позначитися на екології . Бджоли є важливими запилювачами, і коли через страх люди знищують дикі колонії бджіл, чим завдають шкоди навколишньому середовищу, а також можуть бути причиною зникнення бджіл. 

## Африканізовані медоносні бджоли
Широко поширений страх перед бджолами був викликаний чутками про «бджіл-вбивць». Зокрема, страх перед африканізованою медоносною бджолою (АМБ) широко розповсюджений серед американської громадськості, і ця реакція була посилена сенсаційними фільмами та деякими повідомленнями ЗМІ. Укуси африканізованих бджіл вбивають від однієї до двох людей на рік у Сполучених Штатах , що робить їх менш небезпечними, ніж отруйні змії, особливо тому, що, на відміну від отруйних змій, вони зустрічаються лише в невеликій частині країни. 

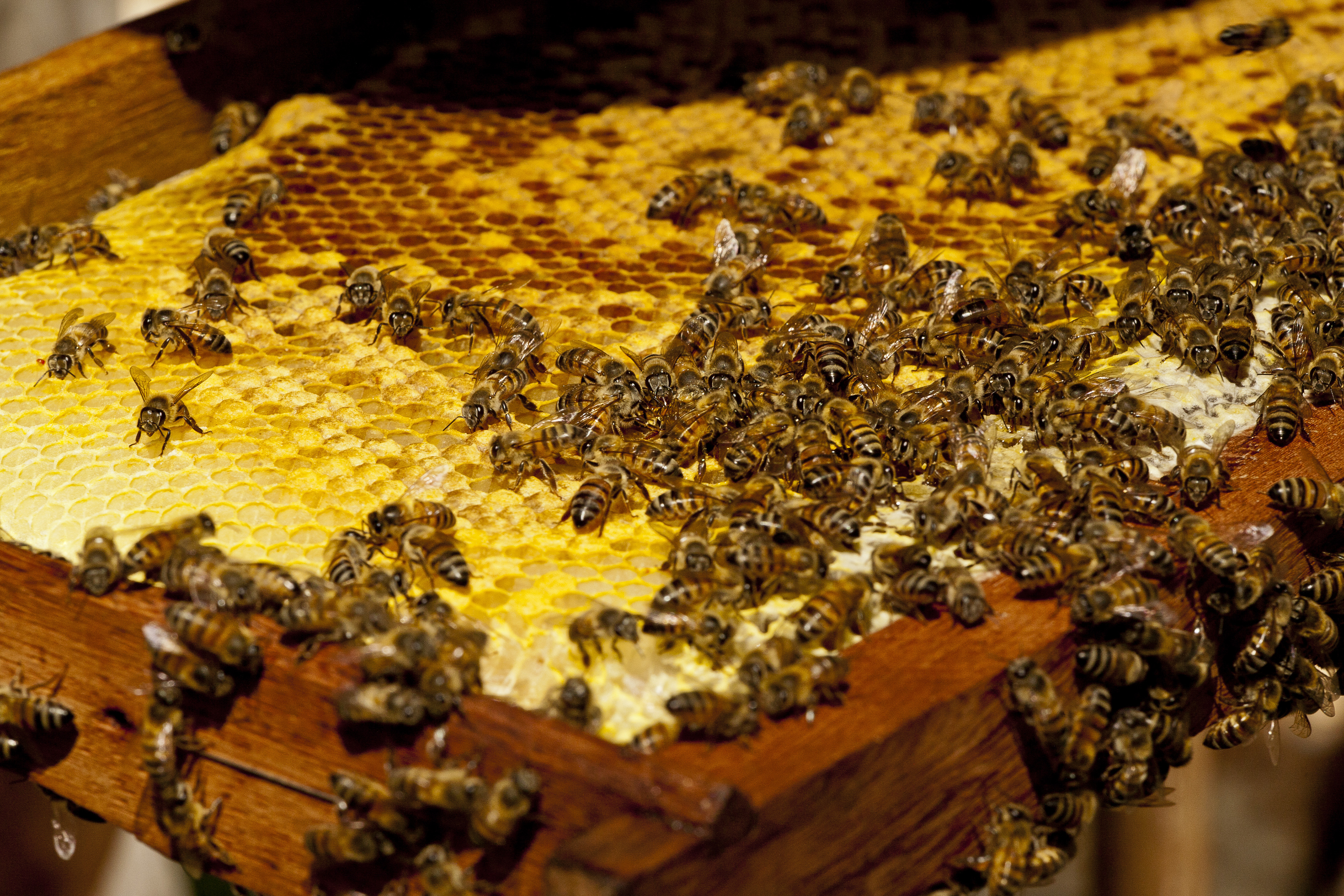

Оскільки бджоли поширюються Флоридою, густонаселеним штатом, офіційні особи стурбовані тим, що страх громадськості може змусити помилкові зусилля по боротьбі з ними. Флоридський план дій щодо африканських бджіл стверджує,
Повідомлення в новинах про масові атаки бджіл викликають занепокоєння, а в деяких випадках — паніку та бентегу, і змушують громадян вимагати від відповідальних установ і організацій вжити заходів задля забезпечення їхньої безпеки. Ми очікуємо посилення тиску з боку громадськості щодо заборони бджільництва в містах та приміських районах. Ця дія була б контрпродуктивною. Пасічники, які утримують колонії домашніх європейських бджіл, є нашим найкращим захистом від насиченості території AHB. Ці керовані бджоли заповнюють екологічну нішу, яка незабаром була б зайнята менш бажаними колоніями, якби вона була вільною. " 
Доведено, що експозиційна терапія ефективна для лікування людей, які бояться бджіл. Рекомендується, щоб люди перебували у зручному відкритому середовищі, наприклад, у парку чи саду, і поступово, протягом тривалого періоду часу наближалися до бджіл.
Використання камери або телефона для фотографування бджіл також виявилося корисним; оскільки віддалений перегляд бджіл (через екран) забезпечує комфортний спосіб підвищити впевненість. З часом люди можуть наблизитися до бджіл, щоб отримати кращі фотографії. 
Цей процес не слід квапити, може знадобитися багато місяців спостереження за бджолами, перш ніж люди почуватимуться комфортно в їхній присутності.
Вивчення бджіл також допомагає зрозуміти їхню екологію, раціонально пояснити страх і зрозуміти, що вони не хочуть жалити людей. Рекомендований спосіб подолання дитячого страху перед бджолами – тренування протистояти страхам (поширений підхід до лікування специфічних фобій);  програми можуть різнитися.

## Дивися також
- Список фобій